# Campeonato Internacional de Tenis de Santos 2014
Il Campeonato Internacional de Tenis de Santos 2014 è stato un torneo di tennis facente parte della categoria ATP Challenger Tour nell'ambito dell'ATP Challenger Tour 2014. È stata la 4ª edizione del torneo che si è giocato a Santos in Brasile dal 21 al 27 aprile 2014 su campi in terra rossa e aveva un montepremi di $40,000+H.

## Partecipanti singolare

### Teste di serie
| Nazionalità | Giocatore         | Ranking | Testa di serie |
| ----------- | ----------------- | ------- | -------------- |
| Stati Uniti | Denis Kudla       | 109     | 1              |
| Slovenia    | Blaž Rola         | 121     | 2              |
| Argentina   | Diego Schwartzman | 122     | 3              |
| Argentina   | Guido Pella       | 125     | 4              |
| Portogallo  | João Sousa        | 133     | 5              |
| Stati Uniti | Wayne Odesnik     | 148     | 6              |
| Paesi Bassi | Thiemo de Bakker  | 151     | 7              |
| Argentina   | Máximo González   | 156     | 8              |

### Altri partecipanti
Giocatori che hanno ricevuto una wild card:
- Jose Pereira
- Flávio Saretta
- Wilson Leite
- Thiago Monteiro

Giocatori che sono passati dalle qualificazioni:
- Mathias Bourgue
- Alberto Brizzi
- Emilio Gómez
- Janez Semrajc

## Partecipanti doppio

### Teste di serie
| Nazionalità | Giocatore        | Nazionalità | Giocatore         | Ranking | Testa di serie |
| ----------- | ---------------- | ----------- | ----------------- | ------- | -------------- |
| Brasile     | Andre Sá         | Brasile     | João Souza        | 227     | 1              |
| Argentina   | Máximo González  | Argentina   | Andrés Molteni    | 267     | 2              |
| Paesi Bassi | Thiemo de Bakker | Brasile     | Marcelo Demoliner | 327     | 3              |
| Argentina   | Guillermo Durán  | Argentina   | Renzo Olivo       | 348     | 4              |

### Altri partecipanti
Coppie che hanno ricevuto una wild card:
- André Ghem /  Flávio Saretta
- Leonardo Couto /  Mario Santos Neto
- Jose Pereira /  Alexandre Tsuchiya

## Vincitori

### Singolare
Máximo González ha battuto in finale  Gastão Elias con il punteggio di 7–5, 6–3

### Doppio
Máximo González /  Andrés Molteni hanno battuto in finale  Guillermo Durán /  Renzo Olivo con il punteggio di 7–5, 6–4